# Gotta Be You
"Gotta Be You" é uma canção da boy band britânica-irlandesa One Direction de seu primeiro álbum de estúdio, Up All Night (2011). Ele foi lançado como o segundo single do álbum em 11 de novembro de 2011. A canção foi escrita por August Rigo e Steve Mac, e foi produzido por Mac. "Gotta Be You" é uma balada pop rock. O vídeo da música "Gotta Be You" foi filmado em Lake Placid, New York, em Outubro de 2011. O single chegou ao número três na Irlanda e UK Singles Chart, tornando-se o segundo top 10 do grupo em ambos os países, respectivamente. O single recebeu menos promoção do que seu antecessor, com a banda tocando a música em três ocasiões.

## Fundo e liberação
O único foi escrito por August Rigo y Steve Mac, e foi produzido pela Mac. One Direction confirmado "Gotta Be You", a ser lançado como o único segundo álbum em 19 out 2011.A obra de arte foi revelada em 20 de outubro de 2011."Gotta Be You" foi lançado, 11 de Novembro e 13 de Novembro de 2011, na Irlanda e no Reino Unido através de Download digital.

## Composição
De acordo com a partitura publicada pela EMI Music Publishing, "Gotta Be You" é uma canção de pop rock definido em tempo comum com um ritmo de 85 batimentos por minuto. Escrito na chave de Ab maior; elementos vocais variam entre a nota de Eb4 to Eb♯6..

## Vídeo musical
O vídeo musical do single foi dirigido por John Urbano, que já havia dirigido o videoclipe de "What Makes You Beautiful". Foi filmado em Lake Placid, Nova York, em outubro de 2011, e as sequências de abertura do clipe foram gravadas na Universidade Estadual de Nova York em Plattsburgh. O vídeo da música estreou em 8 de Novembro de 2011 no YouTube. Em fevereiro de 2016, o vídeo já havia recebido mais de 180 milhões de visualizações.

## Desempenho nas tabelas musicais
| Tabela musical (2012)                                     | Melhor posição |
| --------------------------------------------------------- | -------------- |
| Escócia (The Official Charts Company)                     | 2              |
| Estados Unidos (Billboard Bubbling Under Hot 100 Singles) | 24             |
| Irlanda (IRMA)                                            | 3              |
| Itália (FIMI)                                             | 98             |
| Reino Unido (UK Singles Chart)                            | 3              |

## Histórico de lançamento
| País        | Data                   | Formato          | Gravadora  | Ref.   |
| ----------- | ---------------------- | ---------------- | ---------- | ------ |
| Irlanda     | 11 de Novembro de 2011 | download digital | Syco Music | [ 10 ] |
| Reino Unido | 13 de Novembro de 2011 | download digital | Syco Music | [ 10 ] |